# Wentworth (Dakota del Sur)
Wentworth es una villa ubicada en el condado de Lake en el estado estadounidense de Dakota del Sur. En el Censo de 2010 tenía una población de 171 habitantes y una densidad poblacional de 259,93 personas por km².

## Geografía
Wentworth se encuentra ubicada en las coordenadas 43°59′49″N 96°57′52″O / 43.99694, -96.96444. Según la Oficina del Censo de los Estados Unidos, Wentworth tiene una superficie total de 0.66 km², de la cual 0.66 km² corresponden a tierra firme y (0%) 0 km² es agua.

## Demografía
Según el censo de 2010, había 171 personas residiendo en Wentworth. La densidad de población era de 259,93 hab./km². De los 171 habitantes, Wentworth estaba compuesto por el 99.42% blancos, el 0% eran afroamericanos, el 0.58% eran amerindios, el 0% eran asiáticos, el 0% eran isleños del Pacífico, el 0% eran de otras razas y el 0% pertenecían a dos o más razas. Del total de la población el 0.58% eran hispanos o latinos de cualquier raza.